# Rexer OÜ

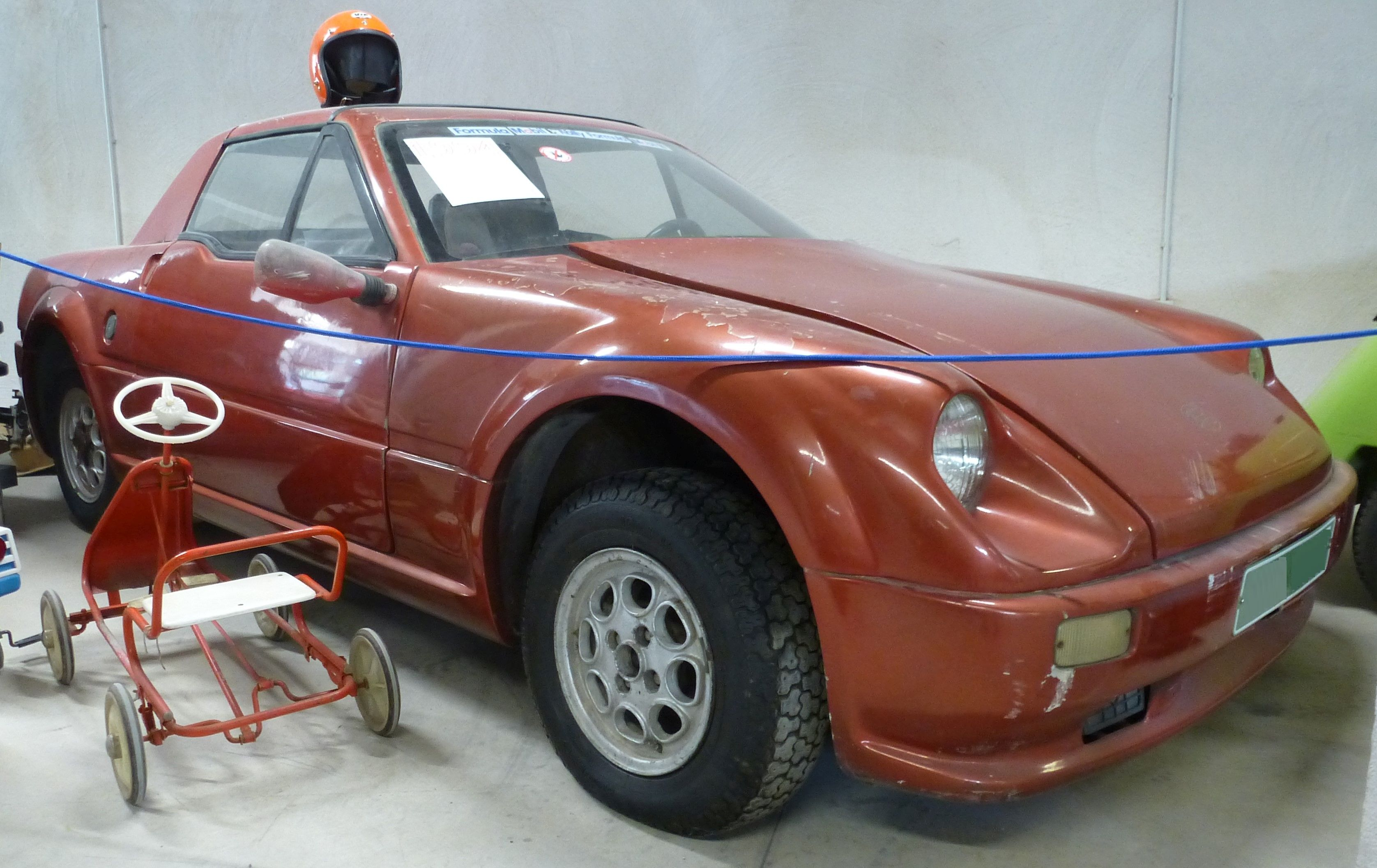
Rex

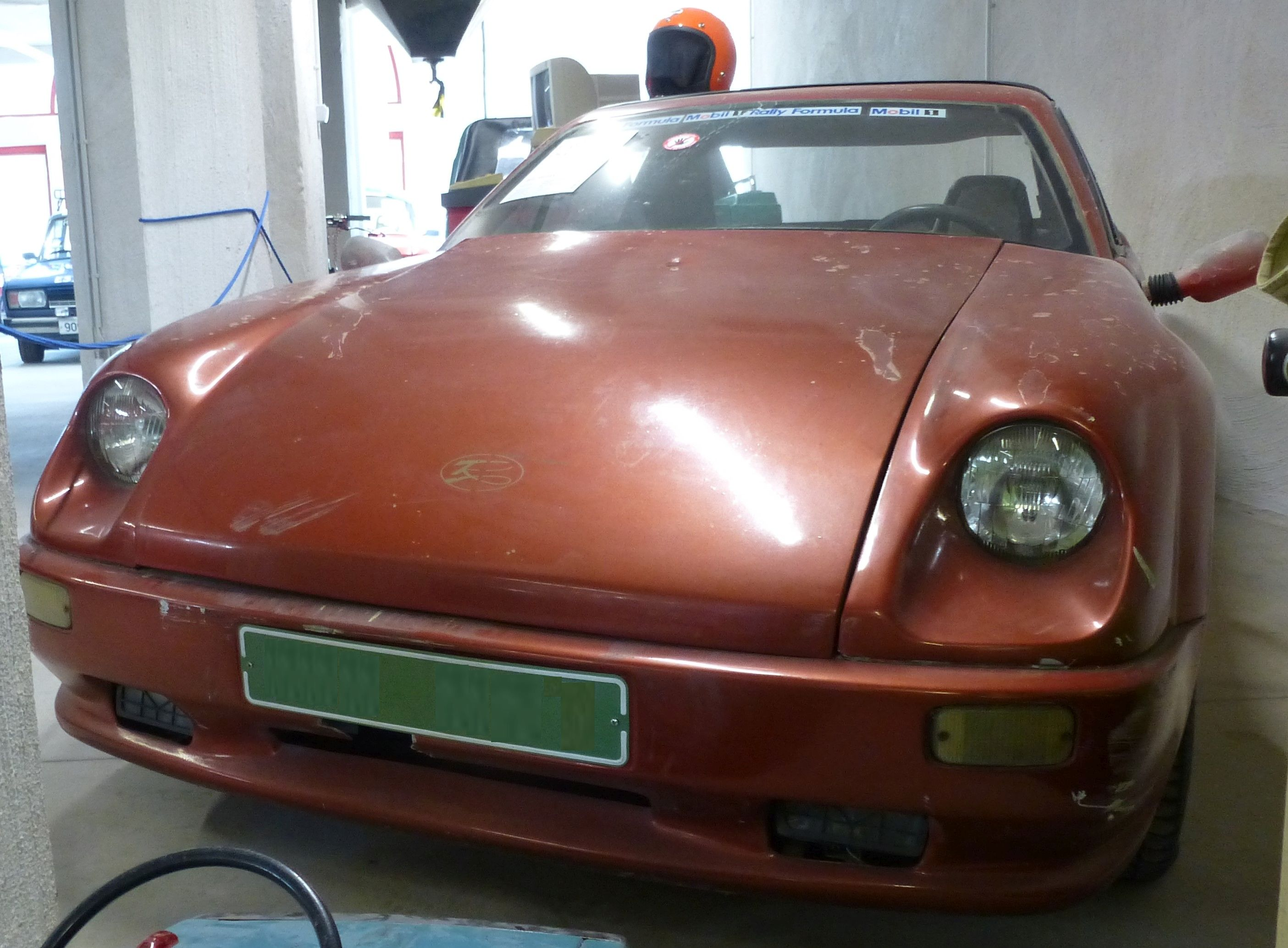
Front

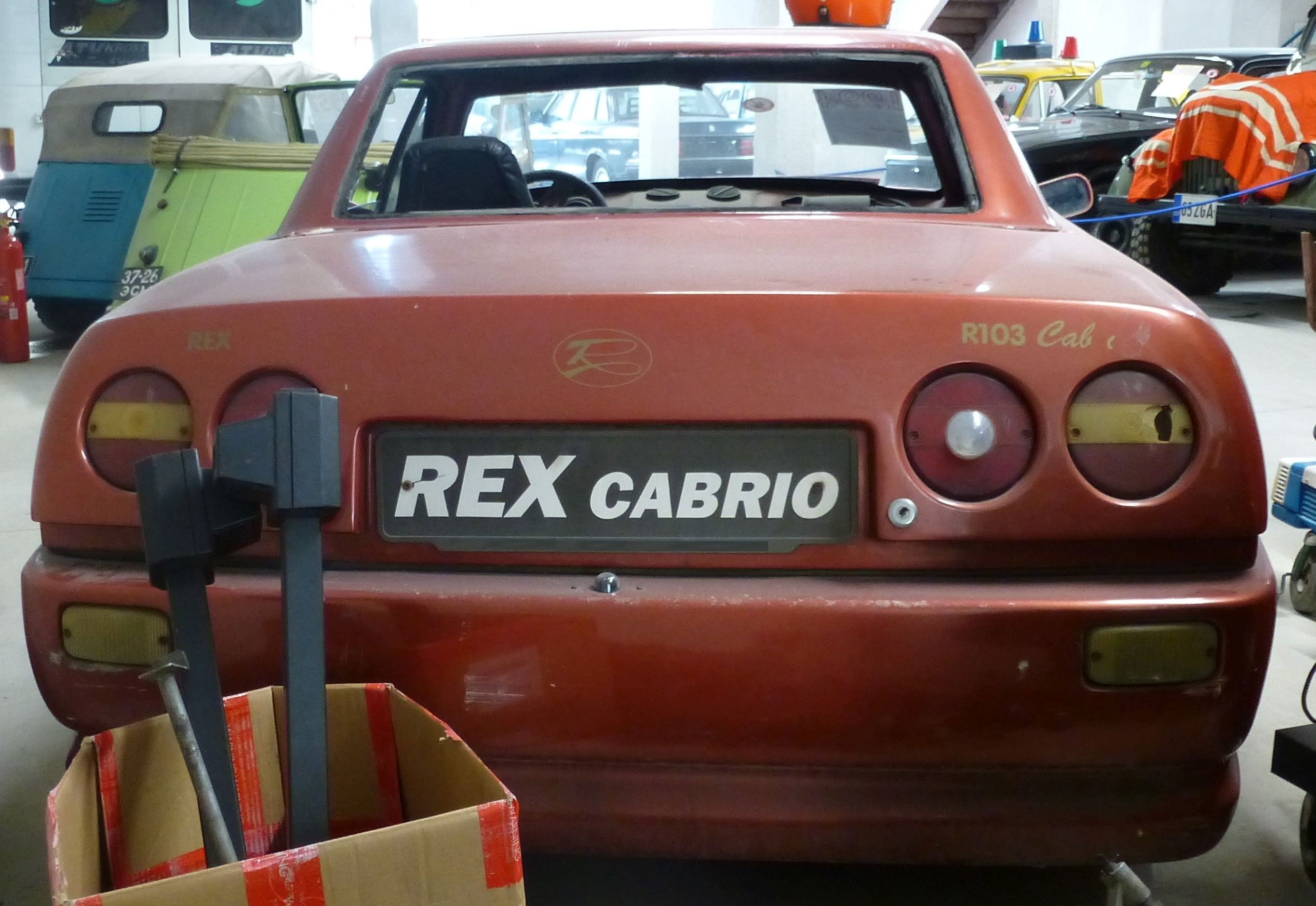
Heck

Rexer OÜ (in englischen Quellen Rexer Ltd.) ist ein estnischer Hersteller von Automobilen.

## Unternehmensgeschichte
Das Unternehmen wurde 1992 in Tallinn gegründet. Die Entwicklung von Automobilen und Kit Cars begann. 1996 mit dem Erhalt der estnischen Typprüfung für das Modell begann die reguläre Produktion und der Verkauf. Der Markenname lautet Rex.

## Fahrzeuge
Erstes Modell war der Vilgas. Die Basis bildete ein Spaceframe-Rahmen. Darauf wurde eine leichte Karosserie aus Fiberglas montiert. Der Motor kam anfangs von Lada. Wenig später stand ein Motor von Ford mit 2000 cm³ Hubraum zur Verfügung. 1996 wurde erstmals ein V-Motor mit 2900 cm³ Hubraum von Ford verwendet. Ab 1996 war auch eine Version mit versenkbarem Hardtop lieferbar. Gleichzeitig mit der Überarbeitung wurde aus dem Vilgas der Rex. Von 1997 bis 1998 entstanden sieben Fahrzeuge, von denen zwei nach Portugal verkauft wurden.
2000 erschien der Panthera. Dies war ein Coupé. Zur Wahl standen V6-Motoren von Ford und Reihen-Sechszylindermotoren von BMW.
Das Unternehmen selber nennt das Modell R-10 in den Ausführungen R-101 als Coupé, R-102 mit Targadach und R-103 als Cabriolet. Daneben gibt es eine Nachbildung des AC Cobra als R-12.